# Tour de Léandre
La tour de Léandre (Leandros) ou tour de la jeune fille (en turc Kız Kulesi), est bâtie sur une petite île du détroit du Bosphore, au large du quartier d'Üsküdar, à Istanbul.

## Histoire

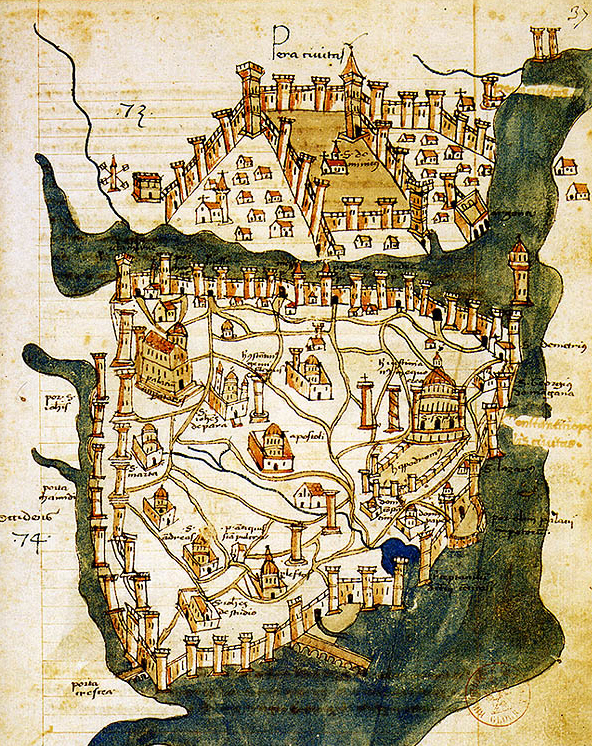
Carte de Constantinople de Cristoforo Buondelmonti (1422), montrant Pera au nord de la Corne d'Or, Constantinople au sud, et la tour de Léandre à droite, près de la rive asiatique du Bosphore.

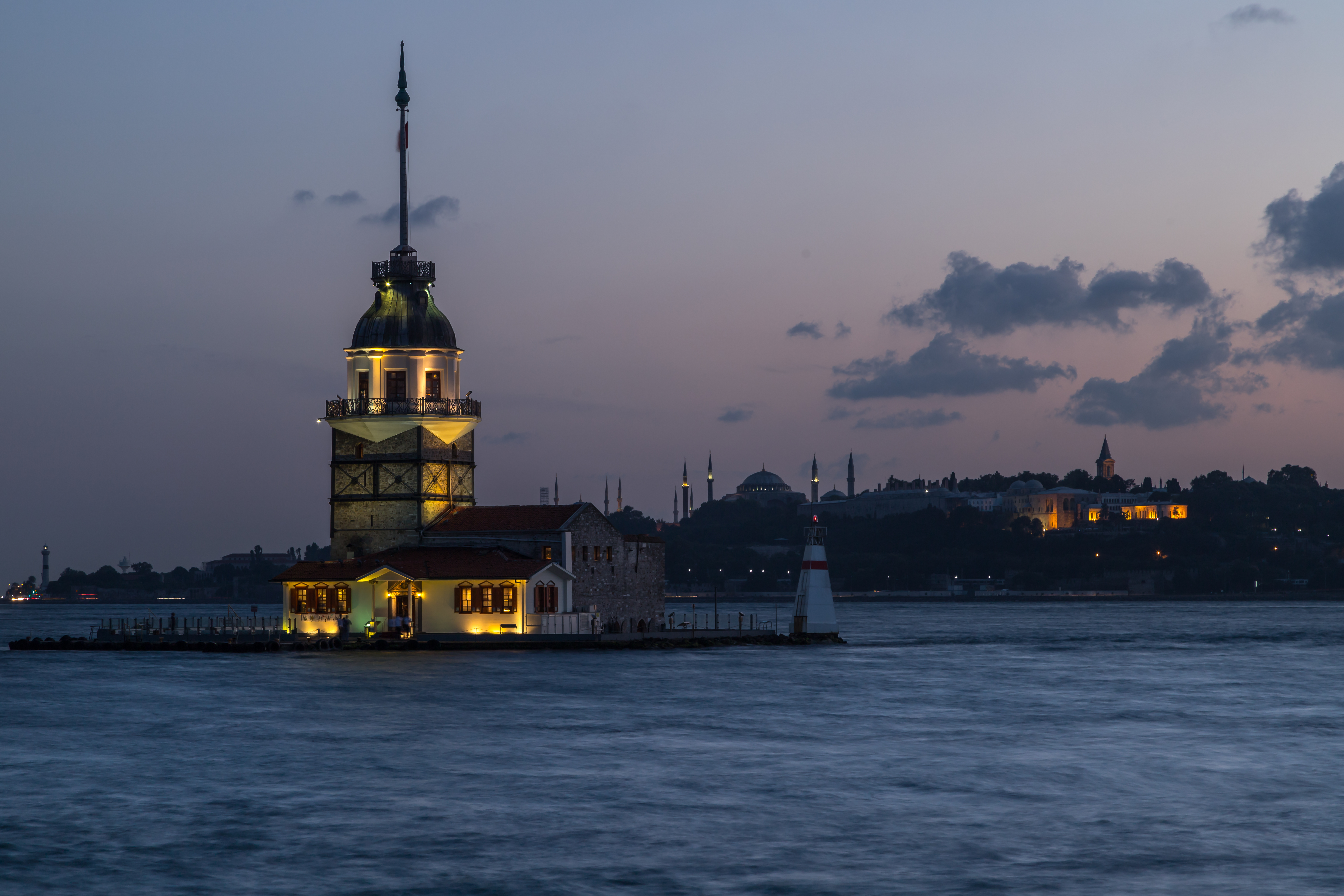
La tour de Léandre au coucher de soleil.

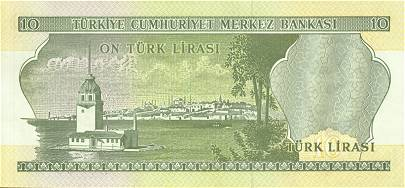
L'arrière du billet de banque de 10 livres turques (1966-1981).

La première tour fut initialement construite en 408 av. J.-C. par le général athénien Alcibiade pour contrôler les mouvements des navires perses dans le détroit du Bosphore, entre les anciennes villes de Byzance et Chrysopolis.
La tour fut reconstruite et transformée en forteresse par l'empereur byzantin Alexis Comnène en 1110 apr. J.-C., puis restaurée et légèrement modifiée à plusieurs reprises par les Turcs ottomans, le plus significativement en 1509 et 1763. La restauration la plus récente date de 1998. Des soutiens en acier ont été ajoutés autour de l'ancienne tour à titre de précaution, après le tremblement de terre du 17 août 1999.
Utilisée comme un phare pendant des siècles, la tour a été transformée en un café et un restaurant populaire, avec une excellente vue sur l'ancienne capitale romaine, byzantine et ottomane. Des bateaux privés font des voyages vers la tour plusieurs fois par jour.

## Légende
Il y a beaucoup de légendes à propos de la construction de la tour et de son emplacement. Selon la légende, la plus populaire de Turquie, un sultan avait une fille bien-aimée. Un jour, un oracle lui prédit qu'elle mourrait mordue par un serpent venimeux le jour de son 18e anniversaire. Le sultan, pour l'écarter des terres et donc des serpents, fit construire la tour au milieu du Bosphore pour protéger sa fille jusqu'à son 18e anniversaire. La princesse a été placée dans la tour, où elle était souvent visitée par son père uniquement.
Le jour du 18e anniversaire de la princesse, le sultan ravi d'avoir pu empêcher la prophétie lui apporta en cadeau un panier de fruits exotiques somptueux. Cependant, un serpent était caché dans le panier et mordit la princesse, qui mourut dans les bras de son père, tout comme l'oracle l'avait prédit. D'où le nom de tour de la jeune fille.
L'ancien nom de la tour de Léandre vient de l'histoire d'une autre jeune fille : l'ancien mythe grec de Héro et Léandre. Héro était une prêtresse d'Aphrodite qui vivait dans une tour à Sestos sur la rive européenne de l'Hellespont (Hellespont est l'ancien nom du détroit des Dardanelles). Léandre, un jeune homme d'Abydos, de l'autre côté du détroit d'Abydos, sur la rive asiatique, tomba amoureux d'elle et nageait tous les soirs pour la rejoindre de l'autre côté. Héro allumait une lumière chaque nuit au sommet de sa tour pour guider son chemin.
Succombant aux mots doux de Leandros, et à son argument selon lequel la déesse Aphrodite, déesse de l'amour méprisait les vierges, Héro lui permit de faire l'amour avec elle. Cela dura tout l'été. Mais une nuit de tempête en hiver, les vagues rejetèrent Léandre dans la mer et le vent éteignit la lumière mise par Héro, et Léandre perdit son chemin et se noya. Lorsque la mer rejeta son corps le lendemain, Héro folle de chagrin se jeta de la tour et mourut également. Le nom de jeune fille à la Tour pourrait aussi avoir son origine dans cette histoire ancienne.
En raison de la proximité et la similitude entre les Dardanelles et le Bosphore, l'histoire de Leandros a été attribuée à la tour par les Grecs et plus tard, les Byzantins.

## La tour aujourd'hui
Aujourd'hui, l'ancien phare du XIXe siècle abrite un restaurant au premier étage et un café au sommet de la tour.
La tour a été représentée sur le revers des billets de 10 lires de 1966 à 1981.

## La tour de la culture populaire
- La tour a été en vedette dans la dernière partie du film de James Bond Le monde ne suffit pas.
- La tour a été en vedette dans le film Hitman.
- La tour a été en vedette dans le jeu Assassin's Creed: Revelations.
- La tour a été un point sur le jeu de la réalité américaine The Amazing Race 7e.
- La tour a été en vedette dans la fameuse série turque Kurtlar Vadisi.
- La tour est évoquée dans le deuxième tome des aventures de Max Fridman, de l'auteur italien Vittorio Giardino.